# Plačkovica
La Plačkovica (en macédonien : Плачковица) est un massif montagneux de moyenne altitude situé dans l'Est de la Macédoine du Nord. Son point culminant est le mont Lisec, qui s'élève à 1 754 mètres d'altitude. Elle se dresse entre Strumica et Radoviš, au sud de la vallée de Kočani.
La crête de la montagne principale fait 34 kilomètres de long. Le massif est divisé en deux parties, l'une occidentale, l'autre orientale, par la rivière Zrnovska. La partie occidentale est la plus basse ; son plus haut sommet, le Turtel, fait 1 689 mètres d'altitude. La partie orientale est plus élevée et culmine au mont Lisec (1 754 mètres), au Čupino Brdo (1 725 mètres) au Bel Kamen (1 754 mètres) et au Kara Tepe (1 625 mètres). Le massif est constitué de granite, de schistes cristallins, de gneiss et par une étroite bande de marbre à l'ouest.
En plus de la Zrnovska, le massif est traversé par de plus petits cours d'eau, notamment sur sa face nord, entrecoupée de vallées profondes. Ils sont rapides et forment des cascades et des marmites de géant. La frange rocheuse en marbre compte quelques grottes, la plus grande faisant 600 mètres de long. Tandis que les faces ouest et sud-ouest sont nues et érodées, les autres zones sont couvertes de forêts.
La construction d'un observatoire astronomique sur l'un des sommets du massif est prévue. Ce sera le premier à être construit en Macédoine du Nord.

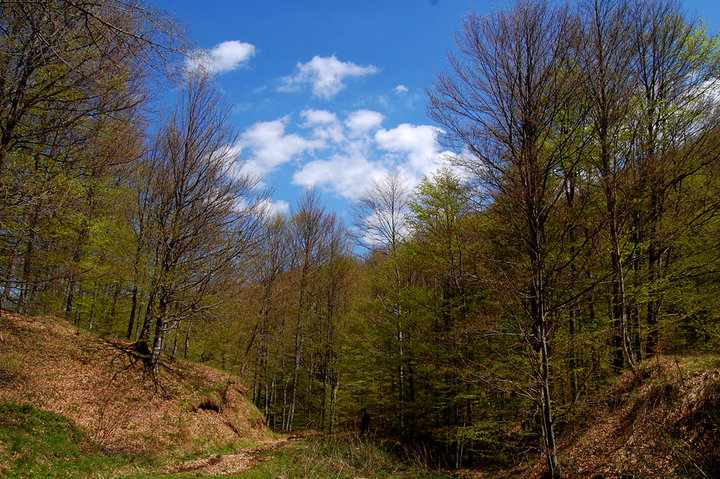
Forêt.
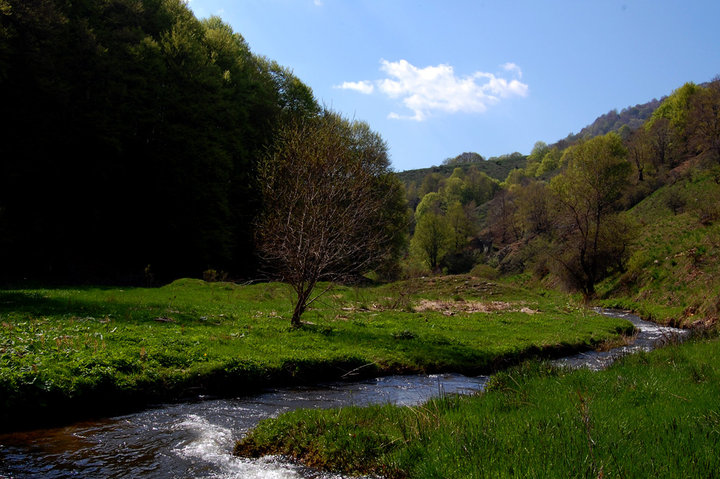
Le torrent Lumija.
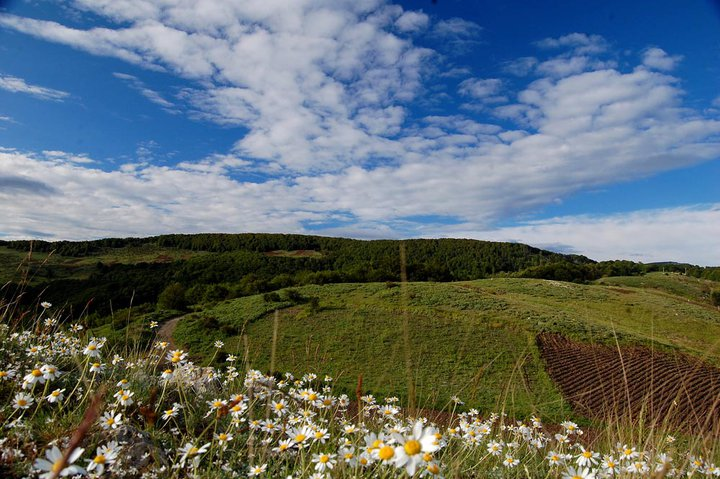
Le sommet du Šilest Čukar.